# Chaetostoma machiquense
Chaetostoma machiquense är en fiskart som beskrevs av Fernández-yépez och Martín Salazar, 1953. Chaetostoma machiquense ingår i släktet Chaetostoma och familjen Loricariidae. Inga underarter finns listade i Catalogue of Life.